# Hans Zander
Hans Zander (Gdańsk, nu: Polen (toen: Danzig, West-Pruisen), 20 februari 1905 – 5 mei 1985) was een Duits componist en violist. Hij gebruikte voor bepaalde werken ook het pseudoniem Hans Graetsch.

## Levensloop
Zander kreeg zijn muzikale opleiding in zijn geboortestad en in Berlijn bij Hermann Büchel. Aansluitend werd hij lid van het orkest van de Waldoper, maar hij speelde ook in verschillende ensembles mee, die het lichtere genre uitvoerden. Sinds 1931 werden zijn componeerde werken publiceerd.
Na de Tweede Wereldoorlog was hij eerst in Karlsruhe en vanaf 1953 in Keulen. Sinds 1957 woonde hij in Leverkusen-Schlebusch.
Hij schreef een aantal werken voor orkest, harmonie- en accordeonorkest, alsook koorwerken en kamermuziek.

## Composities

### Werken voor orkest
- Andere Länder – Andere Sitten, suite
- Aplauso, intermezzo
- Ballett der Geigen
- Domovina
- Gipsyland
- Lockenköpfchen, intermezzo
- Reiseprospekte, suite
- Trip nach Minnesota
- Zauberhafter Süden
- Zigeunergeigen

### Werken voor harmonieorkest
- 1959 An der Hafenmole, fantasie
- 1962 Zigeunertanz
- 1963 Spiel mit Tönen, ouverture
- 1967 Ein Volksfest, suite
- 1970 An fernen Ufern, ouverture
- 1971 Jumbo-Jet Melody, intermezzo
- 1973 Party Ouvertüre
- 1975 Trachtenfest in Garmisch
- 1981 Holidays in the Mountains, ouverture
- 6 Richtige, voor 3 trompetten, 3 trombones en harmonieorkest
- Beim Sliwovitz
- Capriccio, voor klarinet solo en harmonieorkest
- Das goldene Schloss, ouverture
- Der Weg ins Glück
- Euro Express
- Happy Tango
- Lebensgeister
- Marusja, Russisches Tonbild
- Minuet for clarinet, voor klarinet en harmonieorkest
- Prater-Spatzen, voor trompet solo en harmonieorkest
- Trombone in the Moonlight, voor trombone solo en harmonieorkest
- Viel Spass
- Volkstümliche Rhapsodie
- Wiener Amsel

### Werken voor koor
- Ströme der Welt, liederencyclus voor mannenkoor
  1. Am Amazonas
  2. An der Donau
  3. An der Wolga

### Kamermuziek
- Rezitativ & Rondo, voor fluit en piano

### Werken voor accordeon
- Heitere Studien
- Gipsy Sound, Zigeunerfantasie voor accordeonorkest